# Veitkapelle Pfaffstetten

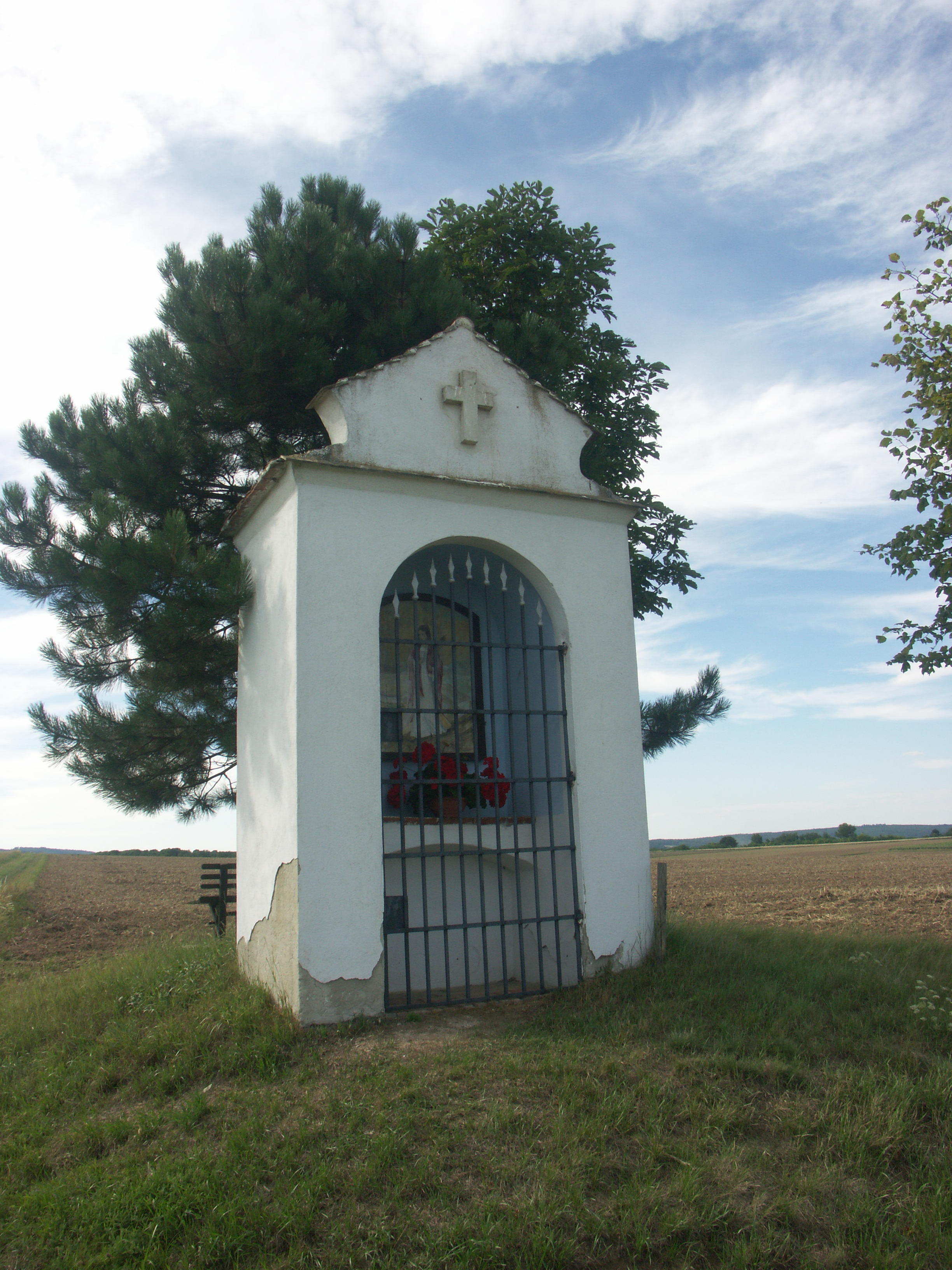
Veitkapelle

Die Veitkapelle Pfaffstetten ist eine Wegkapelle südwestlich des Dorfes Pfaffstetten in der Marktgemeinde Ravelsbach im Bezirk Hollabrunn in Niederösterreich. Die Wegkapelle steht direkt an der Grenze zur Marktgemeinde Hohenwarth-Mühlbach am Manhartsberg.

## Beschreibung
Die im 19. Jahrhundert errichtete Wegkapelle besteht aus einem gemauerten Gewölbe, das an der Schauseite durch ein lanzenbekröntes Gittertor einsehbar ist. Rückwärtig befindet sich über einer Konsole ein Ölgemälde, das den Heiligen Veit darstellt, der, mit einem roten Mantel bekleidet, in der linken Hand einen Palmenzweig hält. Aus dem Giebelfeld der Wegkapelle kragt ein Kreuz heraus.